# Sztombergi
Sztombergi – wieś w Polsce położona w województwie świętokrzyskim, w powiecie staszowskim, w gminie Staszów.
W latach 1975–1998 miejscowość administracyjnie należała do województwa tarnobrzeskiego.
Miejscowość znajduje się na odnowionej trasie Małopolskiej Drogi św. Jakuba z Sandomierza do Tyńca, która to jest odzwierciedleniem dawnej średniowiecznej drogi do Santiago de Compostela.

## Dawne części wsi – obiekty fizjograficzne
W latach 70. XX wieku przyporządkowano i opracowano spis lokalnych części integralnych dla Sztombergów zawarty w tabeli 1.

| Nazwa wsi – miasta | Nazwy części wsi – miasta                        | Nazwy obiektów fizjograficznych – charakter obiektu |
| ------------------ | ------------------------------------------------ | --- |
| I. Gromada MOSTKI  |                                                  | |
| 1. Sztombergi      | 1. Kosówka 2. Pastwiska 3. Pod Górą 4. Podmostki | 1. Bagna — łąka 2. Kamionki — pole 3. Kosówka — pole 4. Krasolówka — pole 5. Między Drogami — pole 6. Pastwiska — pole 7. Pod Górą — pole 8. Pod Łąką — pole 9. Pod Ściegnami — pole, kamienio- łomy 10. Podmostki — pole 11. Rowy — pole |